# Hugues Primat
Hugues d'Orléans, dit Primat, vers 1093 - 1160, est un poète latin qui fut parmi les plus connus de son temps, ce qui lui valut l'attribution de nombreux poèmes d'auteurs distincts. Probablement maître de grammaire issu de l'école d'Orléans, il erre de ville en ville, passant par Le Mans, Tours, Reims, Beauvais, Sens et Paris vers 1142, vivant librement dans le jeu, la boisson, et composant ses satires acerbes. Il se surnommait lui-même L'Archipoète.

## Éditions
- W. Meyer, « Die Oxforder Gedichte des Primas », in Göttinger Nachrichten, 1907, p. 89-175
- C. J. McDonough, The Oxford Poems of Hugh Primas and the Arundel Lyrics, Pontifical Institute of Mediaeval Studies, Toronto, 1984 (Toronto medieval Latin texts, 15)